# Мазуровка (приток Ловати)
Мазуровка (Горелка) — река в России, протекает в Холмском районе Новгородской области. До слияния с рекой Копейница называется Горелка. Устье реки находится в посёлке Сопки в 209 км по правому берегу реки Ловать в селе Сопки. Длина реки составляет 17 км.
В 5,3 км от устья, по правому берегу реки впадает река Копейница. В 3,6 км от устья, по левому берегу реки впадает река Близнея. Ниже справа впадает Климовка.
Река протекает по территории Красноборского сельского поселения

## Данные водного реестра
По данным государственного водного реестра России относится к Балтийскому бассейновому округу, водохозяйственный участок реки — Ловать и Пола, речной подбассейн реки — Волхов. Относится к речному бассейну реки Нева (включая бассейны рек Онежского и Ладожского озера).
Код объекта в государственном водном реестре — 01040200312102000023179.